# Applied Scholastics
Applied Scholastics International (abgekürzt ApS, dt. „angewandter Scholastizismus international“) ist ein gemeinnütziger Verein, gegründet 1972 in Florida. Derzeit hat er seinen Hauptsitz in St. Louis, Missouri. Er ist im Bereich Bildung (sowohl von Kindern, als auch von Erwachsenen) aktiv.

## Study Tech
ApS und die davon lizenzierten Schulen und Privatlehrer arbeiten nach der Study Tech (wörtlich: Studiertechnologie) mit Hilfe von Büchern wie Learning How To Learn, die offiziell auf den Werken von L. Ron Hubbard basieren. Zwar fehlen in den Inhalten dieser Bücher direkte Anspielungen auf Scientology selbst, doch lassen sich zahlreiche Parallelen zu Scientology-Literatur nachweisen.
Grundaussagen dieser Methodik sind:
- Veranschaulichung von Lerninhalten durch Demonstration am Original oder durch Anfertigung von Modellen aus Ton
- Einhaltung einer nicht zu steilen Lernkurve (wörtlich: Gradient)
- besonderes Augenmerk auf missverstandene Wörter, deren Bedeutung bei Bedarf unter Verwendung eines Wörterbuchs eingeprägt wird

Diese Methoden werden sehr konsequent angewandt, denn laut ApS sind mangelnde Motivation, Lernstörungen und sogar Aufmerksamkeitsdefizit-/Hyperaktivitätsstörungen auf falsche Lerntechniken zurückzuführen.

## Struktur und Vertriebskanäle
Der Endkunde bekommt ApS-Dienstleistungen über ein Netzwerk von Nachhilfelehrern vermittelt, die von ApS lizenziert sind und Gebühren an das regional zuständige ApS-Büro zahlen. Diese Lehrer wenden dann Study Tech in ihrer Lehrarbeit an. Manche dieser Nachhilfeschulen betreiben intensive Werbung durch Flugblätter und Briefe an öffentliche Schulen.
In Bjerndrup, Dänemark betreibt ApS eine Privatschule mitsamt Internat namens Sonderjyllands Internationale Skole.
In den USA betreibt ApS ein Netzwerk von Privatschulen unter der Firma Delphi Schools.

## Applied Scholastics im deutschsprachigen Raum
1979 entstand in München der Verein Zentrum für individuelles und effektives Lernen (kurz ZIEL). Wie auch ApS ist er von der Scientology-Kirche formell unabhängig, tritt aber in Deutschland und Österreich nicht mehr in Erscheinung. Lediglich in der Schweiz ist der Firmenname ZIEL noch in Verwendung, während für Deutschland mittlerweile Applied Scholastics Germany mit Sitz in Zirndorf bei Nürnberg zuständig ist. Im September 2008 warnte der Verfassungsschutz des Landes Baden-Württemberg vor den Angeboten von ApS-Nachhilfelehrern, nachdem Fälle bekannt geworden waren, wo ein ApS-Lehrer versucht hatte, den Schüler und seine Eltern in die Scientology-Kirche zu werben.

## Kritik
Bekannt ist ApS für die Verbreitung der von L. Ron Hubbard ersonnenen Lerntechnik Study Tech. Hubbard ist der Gründer und langjährige Führer der Scientology-Kirche. Zwar ist ApS von der Scientology-Organisation juristisch unabhängig, ist aber über den Verein Association for Better Living and Education (ABLE) fest in das scientologische Organisationsgefüge eingebunden. So werden Personal und auch die Schüler (wie in anderen scientologischen Einrichtungen auch) von so genannten Ethik-Offizieren überwacht, welche ihre Erkenntnisse penibel erfassen und an die zuständige Scientology-Niederlassung berichten. Ebenso werden in ApS-Einrichtungen das Auditing (eine Art Verhör) mit E-Meter, Ethik-Maßnahmen (Strafsanktionen) und andere scientologische Indoktrinationsmethoden regelmäßig durchgeführt.